# Boris Popovič
Boris Popovič, slovenski politik in podjetnik, * 5. september 1962, Koper.

## Življenjepis
Boris Popovič je maturiral na Gimnaziji Koper, zatem pa se vpisal na Strojno fakulteto v Ljubljani. Šolanja ni zaključil, prevzel je vodenje družinskega podjetja. Njegova športna kariera se je pričela v koprskem nogometnem klubu, kasneje pa se je uveljavil v avtomobilističnem športu in postal je državni prvak v rallyju leta 1999 s Subaru Imprezo WRX.  
Na lokalnih volitvah leta 2002 se je predstavil kot kandidat za župana občine Koper ter zmagal. Župansko mesto je zasedel 19. decembra 2002. Vnovič je bil izvoljen na lokalnih volitvah 2006, 2010 in 2014. Zaradi sumov o zlorabi pooblastil je bil proti njemu voden kazenski postopek, nekaj časa je bil v priporu, kasneje pa je bil obtožb oproščen. Leta 2010 je bil obsojen na pogojno kazen.  
Leta 2017 je kandidiral za predsednika države. Z 1,8 % glasov je zasedel šesto mesto med devetimi kandidati in se ni uvrstil v drugi krog.  
Na lokalnih volitvah 2018 so morali Koprčani prvič, odkar je Popovič zasedel županski sedež, na drugi krog volitev. Drugi krog je v Kopru zaznamoval izredno tesen izid, ki je postal dokončno znan šele po preštetju glasovnic glasovanja po pošti dan po volitvah; po prvih neuradnih rezultatih je Popovič izgubil proti Alešu Bržanu za le sedem glasov. Po objavi izida je Popovič vložil vrsto pritožb na izid, ki so bile zavrnjene, medtem ko se je po odkritju napake na enem od volišč razlika še povečala na 17 glasov. 21. decembra 2018 je koprski občinski svet potrdil Aleša Bržana za novega župana.
Leta 2022 je ponovno kandidiral za župana Kopra, a ni bil izvoljen.